# Union démocratique (Russie)

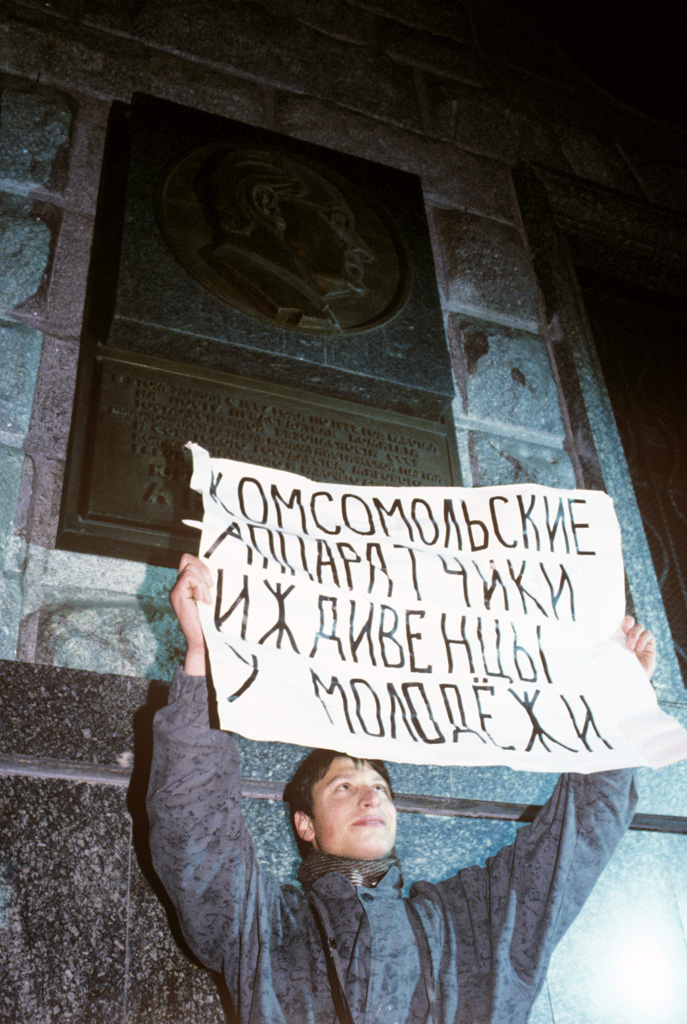
Un rassemblement non-autorisé de l'Union démocratique sur la place Pouchkine de Moscou (1989). La bannière indique : « Fonctionnaires du Komsomol : escrocs aux dépens de la jeunesse ».

Pour les articles homonymes, voir Union démocratique.
L'Union démocratique (en russe Демократический союз, Demokratitcheski soïouz) fut le premier parti politique d'opposition officiel en Union soviétique. Elle a été fondée le 8 mai 1988 par un groupe de dissidents soviétiques comprenant Valéria Novodvorskaïa, Sergueï Grigoriants et Evguenia Debrianskaïa.
La préparation pratique du premier congrès constituant du parti s'est déroulée dans une maison de campagne de la gare de Kratovo, près de Moscou, où vivait le militant des droits de l'homme Sergueï Grigoriants. L'une des réunions du congrès constituant s'est tenue sur le quai de cette gare. Le parti est devenu célèbre grâce au journal du parti, Svobodnoïe Slovo, qui a été distribué dans toute l'URSS, avec un tirage hebdomadaire en 1991 de 55 000 exemplaires.
Le parti s'est fait connaître après une série de manifestations non autorisées organisées et répétées de 1988 à 1991 à Moscou et à Leningrad (aujourd'hui Saint-Pétersbourg), les manifestants étant arrêtés. La charte du parti précise les principaux objectifs de l'organisation (entre autres) comme suit :
- Vulgarisation des idées libérales,
- Renforcement de l'état de droit,
- Soutenir les réformes libérales,
- Soutien et protection de la propriété privée,
- Lutte contre l'apparition du communisme, du nazisme, du fascisme et du socialisme.

La principale tâche statutaire du parti, la « liquidation de l'État totalitaire », a été accomplie en 1991, après quoi le programme du parti, testé dans les batailles politiques, a en fait été copié par tous les partis officiellement enregistrés sur le territoire de l'ex-URSS.
En 2014, après la mort du chef de file du mouvement, Valéria Novodvorskaïa, le mouvement a cessé d'exister.